# 長谷川常次郎
長谷川 常次郎（はせがわ つねじろう、生没年不詳）は、江戸時代末期から明治時代にかけての地本問屋。

## 来歴
清水屋、清常と号す。本姓は長谷川氏。天保3年（1832年）に神田鍛冶町一丁目茂兵衛店で開業、弘化期に不忍池白亀、明治28年（1895年）に神田鍛冶町一丁目五番地（または鍛冶町五丁目）で地本問屋を営業している。地本草紙問屋仮組（新組）の一軒であった。歌川広重、二代目歌川豊国、三代目歌川豊国、歌川芳艶、月岡芳年、楊洲周延、三代歌川広重、楊斎延一、永島春暁の錦絵を出版している。

## 出版物
- 歌川広重「東都八景」横四ツ切判錦絵8枚揃　※天保初期
- 二代目歌川豊国　「当世美人花合」大判藍摺揃物　※天保初期
- 三代目歌川豊国「出雲大社縁結」
- 歌川芳艶「道外地獄極楽」
- 月岡芳年「羅城門渡辺綱鬼腕斬之図」大判竪2枚続　※明治21年（1888年）
- 楊洲周延「新田義貞稲村ケ崎干潟となる」大判3枚続　※明治26年（1893年）
- 三代目歌川広重「近江八景全図」
- 楊斎延一「銀婚大典御儀式之図」大判3枚続　※明治27年（1894年）
- 永島春暁「東京勧業博覧会全景之図」大判3枚続　※明治40年（1907年）。画中には「長谷川常二郎」とある。サントリー美術館所蔵